# Интернирование китайских военнослужащих в СССР
Интернирование китайских военнослужащих в СССР — интернирование советскими властями военнослужащих китайских армий, перешедших на советскую территорию из Маньчжурии в период японо-китайской войны. Всего были интернированы около 9 тысяч китайских военнослужащих, большинство которых (около 5 тысяч китайских граждан) перешли на территорию СССР 9 — 13 января 1933 года. Большинство военнослужащих в 1933 году было вывезено советской стороной в Синьцзян. Большинство интернированных гражданских лиц было перевезено в марте и мае 1933 года пароходами в Шанхай. После 1933 года в СССР остались некоторые интернированные, кроме того, периодически на территорию Советского Союза переходили группы китайских партизан из Маньчжурии, которых интернировали.

## Предыстория
В сентябре 1931 года японские войска вторглись на территорию Маньчжурии. Японцы рассекли китайские силы — часть китайских военнослужащих отступила на юг, но некоторые вооружённые формирования оказались прижаты к советско-китайской границе в провинциях Гирин и Хэйлунцзян. В восточной части КВЖД действовали вооружённые формирования Ли Ду и Ван Дэлиня, Харбин с 5 января по 6 февраля 1932 года обороняла сформированная на основе охранных железнодорожных войск «Армия самообороны Гирина» во главе с генералами Дин Чао и Ли Ду. После поражения китайские войска отступили по Сунгари и до начала 1933 года действовали северо-восточнее Харбина. В ноябре 1931 года Ван Дэлинь объявил о создании Народной национальной армии спасения. С лета 1932 года формирования Ли Ду и Ван Дэлиня действовали восточнее линии Баоцин — Мишань, подвергаясь ударам японских войск и отрядов Маньчжоу-Го.
Кроме того, 27 сентября 1933 года китайский генерал Су Бинвэнь поднял восстание против властей Маньчжоу-Го в районе Хайлара.

## Переход китайских военнослужащих на советскую территорию
Основная масса интернированных китайских военнослужащих оказалась на советской территории в три этапа.
Первая крупная партия китайских военнослужащих прибыла на советскую территорию в конце 1932 года. 28 ноября 1932 года японцы атаковали войска Су Бинвэня, после чего Су Бинвэнь со своим штабом вечером 4 декабря 1932 года перешёл советско-китайскую границу и прибыл на станцию Отпор. 4 — 6 декабря 1932 года советскими властями были интернированы 4117 человек.
В декабре 1932 года японцы и части Маньчжоу-Го начали наступление. 9 — 13 января 1933 года части армии Ли Ду, спасаясь от преследования, перешли на территорию СССР в районе Имана и Турьего Рога. Ван Дэлинь и его штаб после боя прорвались на советскую территорию в районе пограничной заставы Полтавка.
9 — 13 января 1933 года на территорию СССР перешли около 5 тысяч китайцев: около 3,5 тысяч человек из подразделения Ван Дэлиня и 2141 человек из отрядов Ли Ду. Китайцы сдали советской стороне вооружение и боевую технику, которая в основном оказалась в непригодном для эксплуатации состоянии. В справке о вооружении, сданном войсками Ли Ду и Ван Дэлиня при интернировании указано, что сданы: «оружие в чрезвычайно запущенном состоянии и большей частью требует ремонта», «автомобили и мотоциклы, за исключением двух, неисправны», «радиостанции совершенно негодные».

## Численность и состав интернированных китайских военнослужащих
К середине января 1933 года общая численность интернированных советской властью китайцев (включая гражданских лиц) составила более 9 тысяч человек.
Среди интернированных китайских граждан на советской территории было много генералов и офицеров. Так, среди 2141 человека, перешедшего из подразделения Ли Ду, было 4 генерала, 6 полковников, 543 офицера (в том числе 3 переводчика). Среди военнослужащих, интернированных с армией Су Бинвэня, было 11 генералов, 17 полковников и 389 офицеров.

## Позиция властей Японии
8 декабря 1932 года японские власти обратились к правительству СССР с просьбой о выдаче Су Бинвэня и его военнослужащих, но получили отказ.

## Размещение китайских военнослужащих на советской территории
Интернированных китайцев из армии Су Бинвэня советские власти почти сразу перевели в Томск. Утром 11 декабря 1932 года командующий войсками Сибирского военного округа М. К. Левандовский по телефону приказал властям Томска в двухдневный срок создать условия для размещения интернированных китайцев. Интернированных разместили в Сиблаге, но с содержанием за счёт военного ведомства. Нормы питания для китайцев соответствовали нормам питания призывников РККА. Семьям китайцев разрешили жить вместе. Приготовили больницу на 40 коек. Для генералов были оборудованы улучшенные бараки. Уже 11 декабря 1932 года со станции Даурия отправился первый эшелон с несколькими сотнями китайцев.
В Томске китайцы были ограничены в передвижении. Председатель томского горсовета сообщал в феврале 1933 года, что Су Бинвэнь выразил «недоумение и некоторую обиду» в связи с запретом свободного выхода в Томск. В Томск из Новосибирска приезжал китайский консул Сюй Дэгуан, который не получил свободного доступа к китайцам.
Другие интернированные китайцы были размещены в районе Хабаровска.

## Возвращение интернированных военнослужащих на китайскую территорию
8 января 1933 года китайское правительство попросило эвакуировать солдат и офицеров армии Су Бинвэня в Синьцзян. Самого Су Бинвэня, генерала Ма Чжаншаня и некоторых старших офицеров китайские власти просили эвакуировать в Китай через Европу.
В январе — феврале 1933 года советская и китайская сторона вели переговоры о возвращении интернированных, а также о финансовом обеспечении их содержания и перевозки. СССР предложил два варианта отправки на родину интернированных:
- Пароходным путём в Шанхай;
- В Синьцзян.

Ли Ду «выразил пожелание вместе с солдатами его бывших частей отправиться в Синьцзян». При этом в Синьцзяне, где было мусульманское население, местные жители не хотели, чтобы к ним направили интернированных китайцев. 21 марта 1933 года группа купцов-уйгуров принесла в советское консульство в Чугучаке письмо советскому правительству, в котором вызывала озабоченность в связи с возможной переброской в Синьцзян 4 — 5 тысяч военнослужащих из Маньчжурии. В это время большая часть Синьцзяна была под контролем восставших мусульман.
Политбюро ЦК ВКП(б) постановило «разрешить интернированных китайцев эвакуировать в Синьцзян». Было решено военнослужащих довезти до станции Аягуз (конечного пункта Турксиба), а оттуда походным порядком отвести к границе с Синьцзяном.
При возвращении китайских военнослужащих разделили. В конце марта 1933 года группа китайских генералов (в том числе Ли Ду и Ван Дэлинь) получили разрешение советского правительства вернуться в Китай через Европу. 19 апреля они были «переданы на польскую территорию». По просьбе посла Китайской республики генералам вернули личное оружие.
Остальных китайских военнослужащих в 20-х числах февраля отправили в Сибирь. Затем их несколькими партиями отправили в Синьцзян. На 12 марта 1933 года в Синьцзян были отправлены 872 человека (223 офицера и 637 солдат), а на 20 апреля 1933 года в Синьцзян было «передано… 8609 кит. солдат». 10 мая 1933 года из Иркутска на Аягуз выехала последняя группа интернированных военнослужащих.

## Поздние переходы на советскую территорию китайских военнослужащих
После мая 1933 года на советскую территорию иногда переходили китайские военнослужащие. Их интернировали, причём некоторые из них остались в СССР. В марте 1934 года в Черногорке и Прокопьевске были размещены отряды Ван-мю-джю и Чун-ди-чуна, которые перешли советскую границу в конце декабря 1933 года и в январе 1934 года соответственно. Китайцев (среди которых было много неграмотных) пытались учить, для них организовали «красный уголок». Некоторые китайцы пытались самовольно вернуться на родину. В 1934 году 11 китайцев, находившихся на шахтах Прокопьевска, ушли с намерением через Туву вернуться на родину, но заблудились, часть их была задержана и возвращена назад, а часть оказалась в Черногорке. Некоторые китайцы добирались до китайского консульства в Новосибирске. Люте-сан-чжан сумел трижды побывать в консульстве, в том числе и для решения вопроса о возвращении в Китай членов семьи генерала Чжан-Си-Хоу, семья которого летом 1935 года была отправлена домой. В 1935 году на основании пришедшего по дипломатическим каналам запроса китайской стороны органы НКВД разыскали Чжан-Кэ-Ина, сына начальника уезда Сюнхэ, попавшего в Черногорку в качестве пленника интернированного подразделения Чун-ди-Чуна. В августе 1935 года его доставили в Маньчжурию.
О работе китайцев сохранились разные сведения. Были отмечены случаи хорошей работы, но были забастовки, отказы от работ. Так, в июле 1935 года администрация Черногорского рудника сообщала, что «среди китайских рабочих чувствуется полная разнузданность, упадок дисциплины, и 109 человек на протяжении четырех месяцев нигде не работают, занимаются карточной игрой и спекуляцией».
В «Списках интернированных, подлежащих возвращению в Китай», подготовленных в 1936 году, указано, что в Черногорске находился 231 человек. К июню 1937 года в Черногорке оставалось 112 интернированных китайцев. 19 октября 1938 года в Абакане был расстрелян Цоу До Цай, врач армии Ван Делиня. В 1938 году был осуждён на 10 лет исправительно-трудовых лагерей за контрреволюционную деятельность (реабилитирован в 1960 году) Шам Боджи, бывший солдат армии генерала Су Бинвэня, который в декабре 1932 года в Томске он попал в больницу на 3 месяца в итоге остался в СССР.
В июне 1932 года 196 интернированных китайцев были размещены в Нарымском округе для работы на лесозаготовках.
Японские власти пытались вернуть интернированных. В сентябре 1934 года по заданию японских властей советскую границу перешли 5 жителей Маньчжоу-Го, заявивших, что являются представителями «восставших уездов северного Китая». При себе у них было письмо от Ли Ду к его подчинённому Чэн Дунсану, интернированный отряд которого находился под Хабаровском. В письме было требование вернуться и продолжить борьбу с оккупантами. Этих лиц советские власти арестовали и отправили в Сибирь с очередным интернированным отрядом китайских партизан.

## Компенсация советской стороне расходов по содержанию интернированных
К середине марта 1933 года была достигнута договорённость советского и китайского правительств о том, что Китай должен был выплатить «на покрытие расходов за интернированных» 600 тысяч золотых долларов США в рассрочку на 12 месяцев.

## Историческое значение интернирования китайских военнослужащих
Интернирование китайских военнослужащих заставило китайские власти восстановить дипломатические отношения с Советским Союзом. 12 декабря 1932 года состоялся обмен нотами между советским и китайским представителями о восстановлении дипломатических отношений. Бывшие интернированные, переброшенные в Синьцзян, помогли захватить там власть генералу из Маньчжурии Шэн Шицаю.

## Интернирование гражданских лиц
С китайскими войсками на советскую территории перешло некоторое количество гражданских лиц. Основная их часть — 1200 гражданских лиц (в том числе 347 женщин и 306 детей) — была интернирована в начале декабря 1932 года в составе армии Су Бинвэня. Но некоторое число гражданских лиц отступило на советскую территорию вместе с другими вооруженными отрядами. Так, в составе отрядов Ли Ду 9 — 12 января 1933 года на советскую территорию перешли 29 членов семей и 9 женщин.
Из-за тяжёлых климатических условий гражданских лиц советская сторона решила транспортировать пароходом. 1 февраля 1933 года китайское министерство иностранных дел сообщило советским властям, что во Владивосток направляется судно для эвакуации гражданских лиц.
В марте и мае 1933 года гражданские лица (1608 человек) были транспортированы через Владивосток в Шанхай на пароходах «Уянг» и «Смоленск».